# Lestards
Lestards (Lestaurs auf Okzitanisch) ist eine französische Gemeinde mit 115 Einwohnern (Stand 1. Januar 2022) im Département Corrèze in der Region Nouvelle-Aquitaine.

## Geografie
Die Gemeinde liegt im Zentralmassiv auf dem Plateau de Millevaches und somit auch im Regionalen Naturpark Millevaches en Limousin und wird von der Alembre, einem linken Nebenfluss der Vézère, durchflossen.
Tulle, die Präfektur des Départements, liegt ungefähr 37 Kilometer leicht südwestlich, Égletons etwa 22 Kilometer südöstlich und Ussel rund 50 Kilometer östlich.
Nachbargemeinden von Lestards sind Saint-Hilaire-les-Courbes im Norden, Viam im Nordosten, Gourdon-Murat im Osten, Pradines im Südosten sowie Treignac im Westen.
Der Lac de Viam liegt etwa zehn Kilometer nördlich von Lestards.

### Verkehr
Der Ort liegt ungefähr 25 Kilometer nordwestlich der Abfahrt 22 der Autoroute A89.

## Geschichte
Um 1300 befand sich eine Kommende des Antoniter-Ordens in Lestards. Die Kommende kümmerte sich vor allem um die gesundheitliche Versorgung der Region.

### Wappen
Beschreibung: Das Wappen ist geviert, Feld 1 und 4 in Silber ein ausgerissener grüner Laubbaum mit roten Früchten darüber jeweils drei rote Sterne balkenweis; in den Feldern 2 und 3 in Blau ein silberner Turm.

## Einwohnerentwicklung
| Jahr      | 1962 | 1968 | 1975 | 1982 | 1990 | 1999 | 2007 | 2016 |
| Einwohner | 123  | 139  | 116  | 92   | 106  | 101  | 110  | 105  |

## Sehenswürdigkeiten

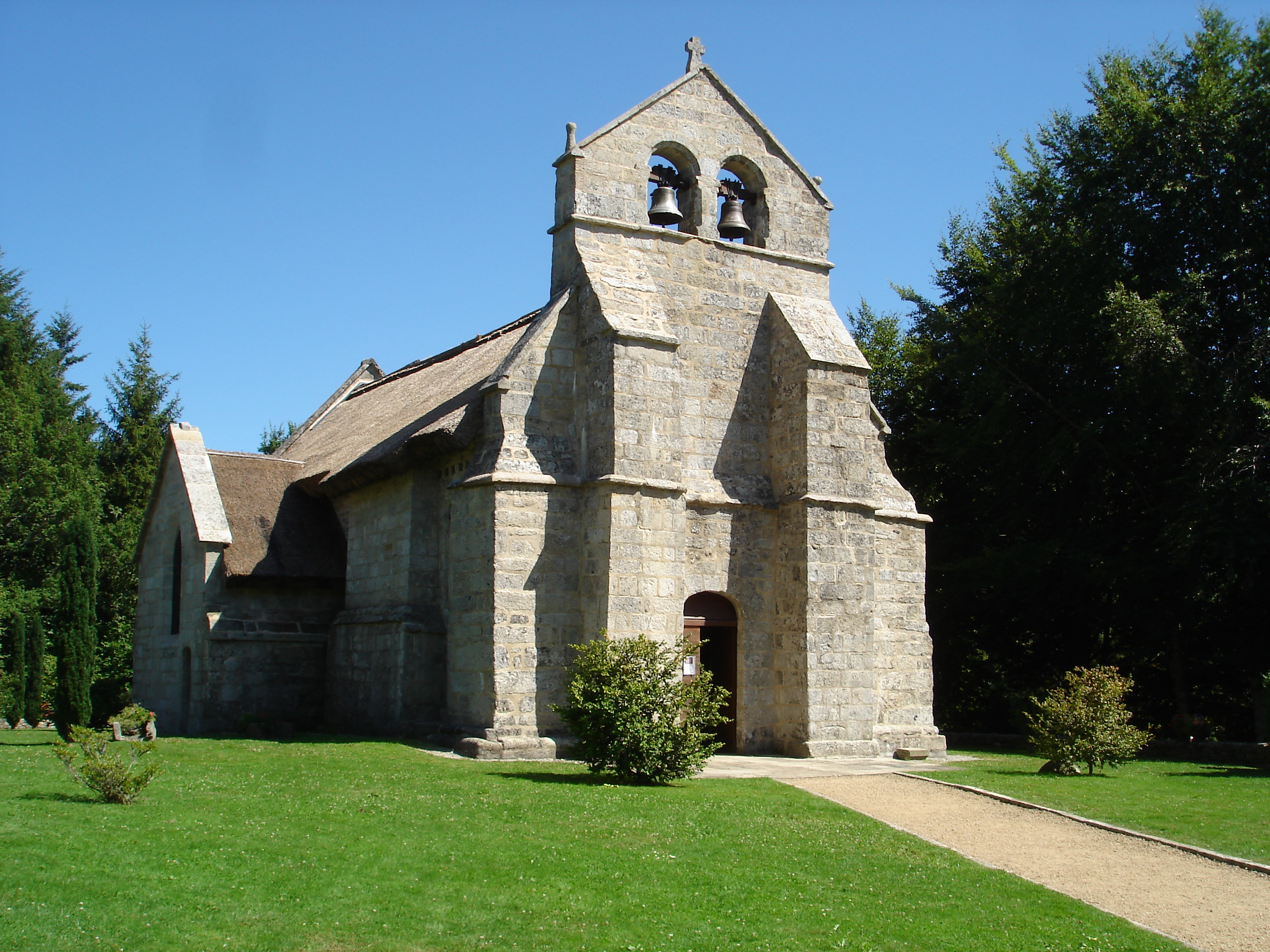
Kirche Saint-Martial

- Die Kirche Saint-Martial, ein romanischer Sakralbau aus dem 12. und 13. Jahrhundert, modifiziert im 15. und 16. Jahrhundert, ist seit dem 10. März 1998 als Monument historique klassifiziert[2].